# Championnat d'Irlande de rugby à XV 2013-2014
 (signalé en mai 2025).
Si vous disposez d'ouvrages ou d'articles de référence ou si vous connaissez des sites web de qualité traitant du thème abordé ici, merci de compléter l'article en donnant les références utiles à sa vérifiabilité et en les liant à la section « Notes et références ».
- Archive Wikiwix
- Bing
- Cairn
- DuckDuckGo
- E. Universalis
- Gallica
- Google
- G. Books
- G. News
- G. Scholar
- Persée
- Qwant
- (zh) Baidu
- (ru) Yandex
- (wd) trouver des œuvres sur Wikidata

Navigation
Ulster Bank League 2012-13 Ulster Bank League 2014-2015
Le Championnat d'Irlande de rugby à XV 2013-2014 ou Ulster Bank League 2013-2014 oppose les vingt meilleurs clubs d'Irlande répartis en deux divisions.

## Liste des équipes en compétition
| Division 1A - Cork Constitution RFC - Old Belvedere RFC - Young Munster RFC - St. Mary's College RFC - Dolphin RFC - Garryowen FC - Clontarf FC - Lansdowne RFC - University College Dublin RFC - Ballynahinch RFC | Division 1B - Blackrock College RFC - Buccaneers RFC - Dungannon - Shannon RFC - Belfast Harlequins - UL Bohemian RFC - Dublin University FC - Malone RFC - Corinthians RFC - Terenure College RFC |

## Saison régulière

### Division 1A
| \| Dublin : · Old Belvedere · Clontarf · Lansdowne · St. Mary's College · UCD · Cork Constitution RFC Dublin Garryowen Football Club Young Munster RFC Dolphin RFC Ballynahinch RFC \| Localisation des clubs engagés dans en division 1A |
| Dublin : · Old Belvedere · Clontarf · Lansdowne · St. Mary's College · UCD · Cork Constitution RFC Dublin Garryowen Football Club Young Munster RFC Dolphin RFC Ballynahinch RFC                                                          |

| Équipe                        | Stade             | Capacité | Ville        |
| ----------------------------- | ----------------- | -------- | ------------ |
| Cork Constitution RFC         | Temple Hill       | 1 000    | Cork         |
| Old Belvedere RFC             | Anglesea Road     |          | Dublin       |
| Young Munster RFC             | Tom Clifford Park |          | Limerick     |
| St. Mary's College RFC        | Templeville Road  |          | Dublin       |
| Dolphin RFC                   | Musgrave Park     | 9 251    | Cork         |
| University College Dublin RFC | The Bowl          |          | Dublin       |
| Garryowen Football Club       | Dooradoyle        | 1 500    | Limerick     |
| Clontarf Football Club        | Castle Avenue     |          | Dublin       |
| Lansdowne RFC                 | Lansdowne Road    |          | Dublin       |
| Ballynahinch RFC              | Ballymacarn Park  |          | Ballynahinch |

### Classement
| Rang | Club               | J  | V  | N | D  | Bo | Bd | Pm  | Pe  | Diff | Pts |
| ---- | ------------------ | -- | -- | - | -- | -- | -- | --- | --- | ---- | --- |
| 1    | Clontarf           | 18 | 14 | 0 | 4  | 4  | 4  | 485 | 279 | +206 | 64  |
| 2    | Old Belvedere      | 18 | 13 | 2 | 3  | 4  | 3  | 377 | 299 | +78  | 63  |
| 3    | UCD                | 18 | 10 | 0 | 8  | 4  | 3  | 433 | 386 | +47  | 47  |
| 4    | Lansdowne (T)      | 18 | 9  | 0 | 9  | 6  | 5  | 428 | 387 | +41  | 47  |
| 5    | Cork Constitution  | 18 | 8  | 2 | 8  | 3  | 6  | 296 | 315 | -19  | 45  |
| 6    | St. Mary's College | 18 | 8  | 2 | 8  | 4  | 4  | 384 | 370 | +14  | 44  |
| 7    | Young Munster      | 18 | 8  | 0 | 10 | 2  | 3  | 321 | 399 | -78  | 37  |
| 8    | Dolphin            | 18 | 8  | 0 | 10 | 2  | 3  | 259 | 385 | -126 | 37  |
| 9    | Ballynahinch       | 18 | 5  | 0 | 13 | 4  | 8  | 337 | 356 | -19  | 32  |
| 10   | Garryowen          | 18 | 4  | 0 | 14 | 2  | 4  | 251 | 395 | -144 | 22  |

|  | Vainqueur (no 1).        |
|  | Play-off (no 9).         |
|  | Relégué (no 10).         |
|  | T : Tenant du titre 2013 |

### Division 1B
| \| Blackrock College Buccaneers RFC Dungannon RFC UL Bohemian RFC Belfast Harlequins Terenure Shannon RFC Galway Corinthians RFC DUFC \| Localisation des clubs engagés dans en division 1B |
| Blackrock College Buccaneers RFC Dungannon RFC UL Bohemian RFC Belfast Harlequins Terenure Shannon RFC Galway Corinthians RFC DUFC                                                          |

| Équipe                 | Stade           | Capacité | Ville     |
| ---------------------- | --------------- | -------- | --------- |
| Blackrock College RFC  | Stradbrook      |          | Blackrock |
| Buccaneers RFC         | Ericsson Park   | 10 000   | Athlone   |
| Dungannon RFC          | Stevenson Park  |          | Dungannon |
| Dublin University FC   | College Park    |          | Dublin    |
| Malone RFC             | Gibson Park     |          | Belfast   |
| UL Bohemian RFC        | Thomond Park    | 26 500   | Limerick  |
| Belfast Harlequins     | Deramore Park   |          | Belfast   |
| Terenure College RFC   | Lakelands Park  | 2 000    | Dublin    |
| Shannon RFC            | Thomond Park    | 26 500   | Limerick  |
| Galway Corinthians RFC | Corinthian Park |          | Galway    |

### Classement
| Rang | Club               | J  | V  | N | D  | Bo | Bd | Pm  | Pe  | Diff | Pts |
| ---- | ------------------ | -- | -- | - | -- | -- | -- | --- | --- | ---- | --- |
| 1    | Terenure           | 18 | 18 | 0 | 0  | 10 | 0  | 514 | 210 | +304 | 82  |
| 2    | Buccaneers         | 18 | 12 | 0 | 6  | 7  | 4  | 440 | 326 | +114 | 59  |
| 3    | UL Bohemian        | 18 | 10 | 0 | 8  | 7  | 5  | 360 | 325 | +35  | 52  |
| 4    | Corinthians        | 18 | 12 | 0 | 6  | 2  | 2  | 340 | 327 | +13  | 52  |
| 5    | Belfast Harlequins | 18 | 8  | 0 | 10 | 1  | 5  | 312 | 305 | +7   | 38  |
| 6    | Dublin University  | 18 | 7  | 0 | 11 | 3  | 6  | 286 | 319 | -33  | 37  |
| 7    | Shannon            | 17 | 8  | 0 | 9  | 0  | 4  | 252 | 303 | -51  | 36  |
| 8    | Malone             | 18 | 6  | 0 | 12 | 4  | 7  | 351 | 365 | -14  | 35  |
| 9    | Blackrock College  | 18 | 5  | 1 | 12 | 5  | 4  | 350 | 441 | -91  | 31  |
| 10   | Dungannon          | 17 | 2  | 1 | 14 | 1  | 1  | 225 | 509 | -284 | 12  |

|  | Promus en Division 1A (no 1, no 2). |
|  | Play-off (no 2).                    |
|  | Relégués (no 9, no 10).             |

### Play-off9eDivision 1A vs2eDivision 1B
| 3 mai 2014 | Ballynahinch RFC | 35 – 13 (–) | Buccaneers RFC |  |
| 3 mai 2014 |                  |             |                |  |
| 3 mai 2014 |                  |             |                |  |